# Red Haqqani
La Red Haqqani (también conocido como clan Haqqani) es un grupo guerrillero insurgente afgano que utiliza una guerra asimétrica para luchar contra las fuerzas de la OTAN lideradas por Estados Unidos y la República Islámica de Afganistán. Maulvi Jalaluddin Haqqani y su hijo Sirajuddin Haqqani han liderado el grupo. Toma el nombre de su fundador, Jalaluddin Haqqani, quien fue su guía hasta su muerte junto con su hijo Sirajuddin quien la dirige actualmente.
La red Haqqani prometió lealtad a los talibanes en 1995, y desde entonces ha sido un ala cada vez más incorporada del grupo. En el pasado, los líderes talibanes y Haqqani han negado la existencia de la "red", calificándola de no ser diferentes de los talibanes.
En la década de 1980, la red Haqqani era uno de los grupos guerrilleros antisoviéticos financiados por la CIA más favorecidos por la administración Reagan. En 2012, Estados Unidos designó a la red Haqqani como organización terrorista. En 2015, Pakistán también prohibió la red Haqqani como parte de su Plan de Acción Nacional.

## Historia
Jalaluddin Haqqani se unió al Hezb-i Islami Khalis en 1978 y se convirtió en muyahid en Afganistán. Su grupo personal Haqqani fue nutrido por la Agencia Central de Inteligencia de los Estados Unidos (CIA) y la Inteligencia Interservicios de Pakistán (ISI) durante la guerra afgana-soviética de la década de 1980.

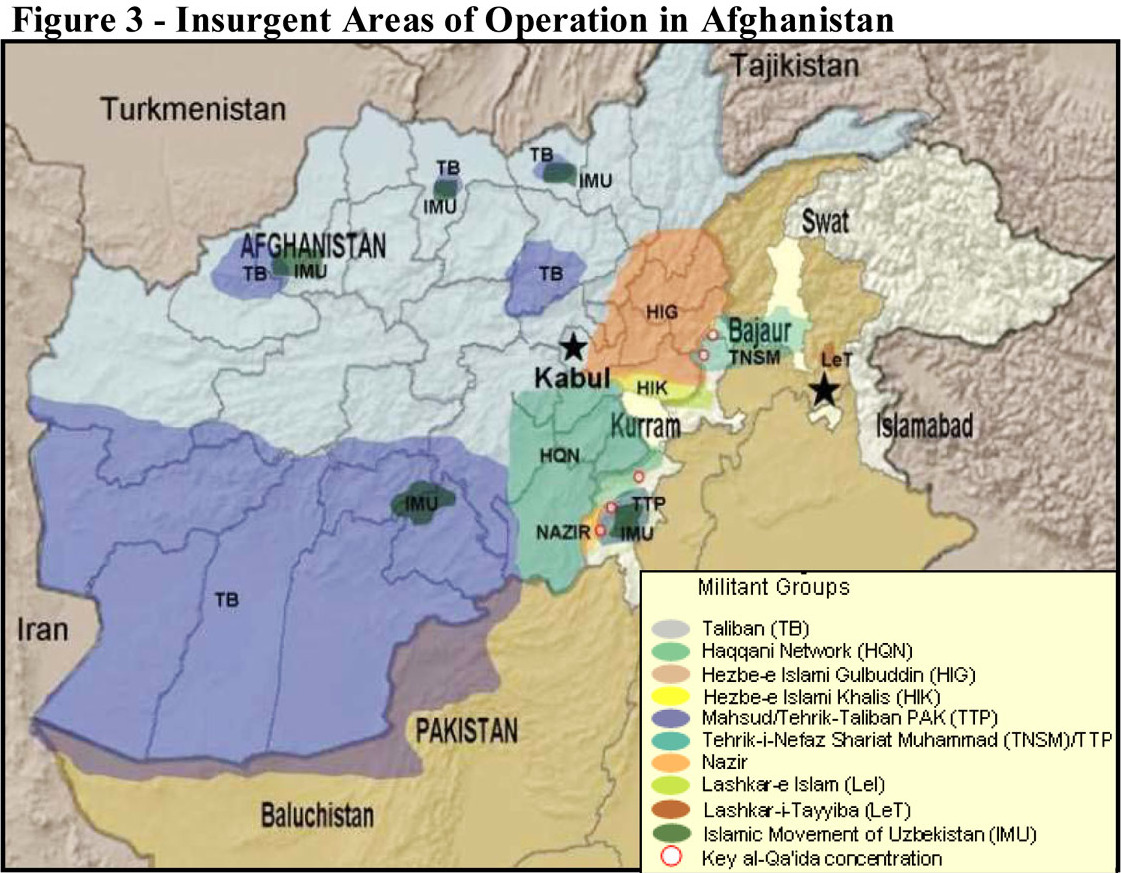
Regiones insurgentes en Afganistán y regiones fronterizas de Pakistán, a partir de 2010

### La Familia Haqqani
La familia Haqqani provienen del sureste de Afganistán y pertenece al Clan Mezi de la tribu Zadran Pashtun. Jalalludin Haqqani saltó a la fama como un alto líder militar durante la ocupación soviética de Afganistán. Al igual que Gulbuddin Hekmatyar, Haqqani tuvo más éxito que otros líderes de la resistencia en forjar relaciones con forasteros dispuestos a patrocinar la resistencia a los soviéticos, incluida la CIA, la Inteligencia Interservicios de Pakistán (ISI) y los donantes privados árabes adinerados del Golfo Pérsico.

### Afiliación a Al Qaeda
Jalaluddin Haqqani estuvo al mando del ejército muyahidín de 1980 a 1992 y se le atribuye el reclutamiento de combatientes extranjeros. Los yihadistas notables son dos conocidos árabes, Abdullah Yusuf Azzam y Osama bin Laden, quienes comenzaron sus carreras como voluntarios para los Haqqanis y se entrenaron para luchar contra los soviéticos.
 La relación de la red Haqqani con Al-Qaeda se remonta a la fundación de AQ. La diferencia significativa entre las dos organizaciones es que Al-Qaeda persigue objetivos globales utilizando medios globales; Considerando que Haqqani solo está interesado en Afganistán y las regiones tribales pastún. Jalaluddin Haqqani está más interesado en la influencia de la ley islámica sobre Afganistán que en la Jihad global, pero su red siempre ha sido plenamente consciente de las intenciones y objetivos de Al-Qaeda.
Estos dos grupos están entrelazados en táctica, estrategia y extremismo islámico; J. Haqqani se dio cuenta de la importancia de las "decisiones legales islámicas fundamentales de Azzam que declaran la yihad afgana como un deber vinculante universal e individualmente asumido por todos los musulmanes en todo el mundo". Aunque muchos líderes musulmanes pidieron ayuda a las naciones árabes ricas en petróleo en 1978 cuando los comunistas afganos con el respaldo de la Unión Soviética conquistaron Kabul. J. Haqqani fue el único líder de la Resistencia Islámica afgana que también solicitó combatientes musulmanes extranjeros, y fue el único grupo que dio la bienvenida a los no afganos en sus filas. Así, "vinculándolo a las luchas más amplias de la Jihad y dando origen a la década siguiente a lo que se conocería como yihadismo global". Es el uso de la red Haqqani de los financieros de Arabia Saudita y otros inversores árabes en su misión lo que claramente resalta la comprensión del grupo de la Jihad Global. Una gran diferencia entre la red Haqqani y Al-Qaeda son las esferas de influencia que ambos buscan controlar. El de Al-Qaeda es global, el de Haqqani es regional.
Muchas fuentes creen que Jalaluddin Haqqani y sus fuerzas ayudaron a escapar de Al-Qaeda a lugares seguros en Pakistán. Teniendo en cuenta cuán estrechamente están entrelazados los dos grupos, no es una exageración. Está bien documentado que la red Haqqani ayudó con el establecimiento de refugios seguros. El analista Peter Bergen sostiene este punto en su libro "La batalla por Tora Bora". A juzgar por las posibilidades y la cantidad de activos militares estadounidenses centrados en una región tan pequeña, la teoría de que la red Haqqani ayudó en la fuga parece razonable. Independientemente de lo que ocurrió exactamente en esas montañas, los Haqqanis jugaron un papel. Y sus acciones de proporcionar refugios seguros para Al-Qaeda y Osama Bin Laden muestran la fuerza del vínculo y algún papel o conocimiento de la fuga de Al-Qaeda y Bin Laden.ref>"Smucker, Philip; Al-Qaeda's Great Escape: The military and media on Terror's" Dulles, Virginia, Bassey's 2004.</ref>
El 27 de julio del 2020 un informe de las Naciones Unidas declaró que el grupo Al Qaeda todavía está activo en doce provincias de Afganistán y su líder al-Zawahiri todavía tiene su base en el país, y el Equipo de Monitoreo de la ONU ha estimado que el número total de combatientes de Al Qaeda en Afganistán era "entre 400 y 600 y que el liderazgo mantiene un contacto cercano con la Red Haqqani y en febrero de 2020", al-Zawahiri se reunió con Yahya Haqqani, el principal Contacto de la Red Haqqani con Al Qaeda desde mediados de 2009, para discutir la cooperación en curso ".
Según los documentos confidenciales publicados por WikiLeaks en julio de 2010, Sirajuddin figuraba en la "Lista de Objetivos conjuntos priorizados" de la Fuerza Internacional de Asistencia para la Seguridad como un elemento a "matar o capturar".  La OTAN y el Ejército estadounidense consideran a ese grupo una de las amenazas más importantes en la guerra de Afganistán. Se estima que este grupo de entre 5.000 y 15.000 hombres los cuales combaten en línea con los Talibán pero también en secuestros, extorsión y sobre todo tráfico de drogas.

### Afiliación a los talibanes
Los yihadistas extranjeros reconocieron la red como una entidad distinta desde 1994, pero Haqqani no estaba afiliado a los talibanes hasta que capturaron Kabul y asumieron el control de facto de Afganistán en 1996. Después de que los talibanes llegaron al poder, Haqqani aceptó un nombramiento a nivel de gabinete como ministro de Asuntos Tribales.
Voice Of America informó que los talibanes dieron a la red Haqqani el control de las operaciones de seguridad en Kabul el 19 de agosto en los días posteriores a la caída de Kabul en la ofensiva talibán de 2021. Ese mismo día, Anas Haqqani se reunió con el expresidente afgano Hamid Karzai, Abdullah Abdullah y el combatiente de Hezbi Islami Gulbudin Hekmatiar en busca de una transferencia formal de poder al líder talibán Abdul Ghani Baradar. Circulaban rumores de que Anas estaba recibiendo instrucciones directamente de Sirajuddin Haqqani, quien se encontraba él mismo en Quetta, Pakistán.

### Estados Unidos
Según los comandantes militares estadounidenses, es "la red enemiga más resistente" y una de las mayores amenazas para las fuerzas de la OTAN lideradas por Estados Unidos y el gobierno afgano en la guerra en Afganistán. También es la red más letal de Afganistán. Desde 2010, Estados Unidos ofrece una recompensa por información que conduzca a la captura de su líder, Sirajuddin Haqqani, por un monto de $ 5.000.000.

### Administración de Obama
En septiembre de 2012, la administración Obama etiquetó a la red como una organización terrorista extranjera. Después de este anuncio, los talibanes emitieron una declaración en la que argumentaban que "no hay una entidad o red separada en Afganistán con el nombre de Haqqani" y que Jalaluddin Haqqani es miembro de Quetta Shura con sede en Pakistán, la El máximo consejo de liderazgo de los talibanes.

### Liderazgo
- Jalaluddin Haqqani: después de su tiempo como comandante en el ejército muyahidín (1980-1992), la red se fundó bajo Haqqani durante la insurgencia contra las fuerzas soviéticas en Afganistán durante la década de 1980. El propio Haqqani se entrenó en Pakistán durante la década de 1970 para luchar contra el primer ministro Mohammad Daud Khan, que había derrocado al anterior gobernante (y primo), el rey Zahir Shah. Durante la invasión soviética, la Agencia de Inteligencia Interservicios del gobierno paquistaní se acercó a Haqqani y su organización, lo que les permitió convertirse en el principal benefactor de las armas, la inteligencia y el entrenamiento estadounidenses. En la década de 1990, Haqqani acordó unirse a los talibanes, asumiendo el cargo de ministro del Interior. Estados Unidos intentó convencer a Haqqani de que rompiera los lazos con los talibanes, lo que él se negó a hacer. En 2005, cuando Merjuddin Pathan era gobernador de la provincia de Khost, Haqqani se le acercó y quería un diálogo con el gobierno de Hamid Karzai, pero ni los estadounidenses ni Karzai hicieron caso a las súplicas del gobernador. Posteriormente, cuando la insurgencia acentuó el liderazgo de Hamid Karzai en Afganistán, se acercó a Haqqani y le ofreció el puesto de Ministro de Asuntos Tribales en su gabinete, lo que Haqqani también ha rechazado porque ya era demasiado tarde. Desde el surgimiento de la Red Haqqani, Haqqani y su familia han prosperado gracias a los contactos hechos por Haqqani durante la Guerra Fría.[36] La BBC informó en julio de 2015 que Jalaluddin Haqqani había muerto a causa de una enfermedad y había sido enterrado en Afganistán al menos un año antes.[37] El 3 de septiembre de 2018, los talibanes emitieron una declaración a través de Twitter en la que proclamaban la muerte de Haqqani por una enfermedad terminal no especificada.[38] El 3 de septiembre del 2018, los Talibanes sacaron un comunicado vía Twitter confirmando la muerte de Haqqani, esto debido a una enfermedad terminal.[39][40]
- Sirajuddin Haqqani: es uno de los hijos de Jalaluddin, y actualmente ejerce como Ministro del Interior de Afganistán.
- Badruddin Haqqani: era el hermano de Sirajuddin y un comandante operativo de la red. Murió en un ataque con aviones no tripulados estadounidenses en Pakistán el 24 de agosto de 2012. Algunos comandantes talibanes afirmaron que los informes de su muerte eran ciertos, mientras que otros afirmaron que los informes eran inexactos.[41][42][43][44] Sin embargo, funcionarios estadounidenses y paquistaníes confirmaron su muerte.[45][46] Los talibanes confirmaron oficialmente la muerte de Badruddin un año después.[47]
- Khalil Haqqani: es uno de los cabecillas más importantes de la Red Haqqani.[48][49][50][51] Estados Unidos ha ofrecido una recompensa de 5 millones de dólares por Khalil como uno de sus terroristas más buscados.[51]El 11 de diciembre de 2024, el Ministerio del Interior de Afganistán confirmó que Khalil murió asesinado en un atentado suicida en Kabul.[52]
- Sangeen Zadran: (asesinado el 6 de septiembre de 2013)[53] Según el Departamento de Estado de Estados Unidos, era un teniente de Sirajuddin y el gobernador en la sombra de la provincia de Paktiyá en Afganistán. También fue uno de los captores del soldado estadounidense Bowe Bergdahl.[41][54][55] Fue asesinado por asaltantes desconocidos en Islamabad, Pakistan el 11 de noviembre de 2013.[56]
- Nasiruddin Haqqani: era el hermano de Sirajuddin y un financista clave y emisario de la red. Como hijo de la esposa árabe de Jalaluddin, hablaba árabe con fluidez y viajó a Arabia Saudita y los Emiratos Árabes Unidos para recaudar fondos.[41][57]
- Maulvi Ahmad Jan: (asesinado el 21 de noviembre de 2013)[58] El líder espiritual de la red que también fue responsable de organizar algunos de los ataques más mortales de la red en Afganistán.[58] Fue sometido a sanciones de la ONU[59][60] en marzo de 2010 y también había servido al gobierno talibán de Mullah Omar como ministro federal de agua y energía, antes de ser nombrado gobernador de la provincia de Zabul en 2000.[60] En el momento de su muerte, se pensaba que Jan era el jefe adjunto de Sirajuddin Haqqani.[60]
- Abdul Aziz Abbasin: Según el Tesoro de los Estados Unidos, es "un comandante clave en la Red Haqqani" y se desempeña como "gobernador en la sombra de los talibanes del distrito de Orgun, Provincia de Paktiyá, Afganistán".[61]
- Haji Mali Khan: según la OTAN, es "el comandante superior de Haqqani en Afganistán" y es tío de Sirajuddin y Badaruddin.[62][63][64] La ISAF también informó que actuó como emisario entre Baitullah Mehsud y los Haqqanis. Fue liberado en un canje de prisioneros en noviembre de 2019.[65]

Tras la publicación de WikiLeaks en julio de 2010 de 75.000 documentos clasificados, el público se enteró de que Sirajuddin Haqqani estaba en el nivel uno de la Lista Conjunta de Efectos Prioritarios de la Fuerza Internacional de Asistencia para la Seguridad, su lista de "matar o capturar".

## Ideología y Objetivos
La palabra Haqqani deriva de Darul Uloom Haqqania, una Madrasa localizada en Pakistán administrada por Jalaluddin Haqqani. por ello el grupo cuenta con raíces nacionalistas y religiosas, estando aliados ideológicamente con los talibanes, que han trabajado para erradicar la influencia occidental y transformar a Afganistán en un estado islámico donde la sharia sea la ley regente. Esto se ejemplificó en el gobierno que se formó después de que las tropas soviéticas fueran expulsadas de Afganistán. Ambos grupos tienen el objetivo común de interrumpir los esfuerzos militares y políticos occidentales en Afganistán y expulsarlos del país de forma permanente.  Actualmente, el grupo exige que las Fuerzas de la Coalición y los Estados Unidos, formadas principalmente por Naciones de la OTAN, se retiren de Afganistán y ya no interfieran con la política o los sistemas educativos de las naciones islámicas."

### Etimología
La palabra "Haqqani" proviene de Darul Uloom Haqqania, una madraza en Pakistán a la que asiste Jalaluddin Haqqani.